# Страничен хребет
Страничният хребет (на руски: Боковой хребет; на грузински: გვერდითი ქედი) е мощен планински хребет в Голям Кавказ, простиращ се успоредно от северната страна на Главния (Водоразделен) хребет на териториите на Краснодарски край, Карачаево-Черкезия, Кабардино-Балкария, Северна Осетия, Ингушетия, Чечения и Дагестан в Русия и северната част на Грузия.
Състои се от отделни високи планински масиви, разделени от горните течения на реките по северния склон на Голям Кавказ. Проследява се от горното течение на река Лаба (ляв приток на Кубан) на запад почти до източния край на Голям Кавказ. Състои се от две обособени и разделени помежду си части. Западната част завършва при река Ардон (ляв приток на Терек), а източната част съвпада с линията на най-високите части от източната половина на Голям Кавказ и представлява по същество продължение на Главния (Водоразделен) хребет от западната половина.
В Страничния хребет се намират най-високите върхове от централната част на Голям Кавказ – Елбрус 5642 m, Дихтау 5203 m и болшинството от най-високите върхове в източната му част – Казбек 5033 m, Тебулосмта 4493 m и др. В западните си части хребета е изграден от палеозойски и триаски седиментни наслаги, в централната – от горнопротерозойски и палеозойски кристалинни шисти и гранити, а в източната част – от юрски глинести шисти. За най-високите части са характерни алпийските релефни форми, в т.ч. значителни площи се падат на ледниците, а по-ниските части са заети от високопланински пасища.